# 상록수 (드라마)
《상록수》는 1985년 10월 12일에 방영된 200회 특집 TV문학관이다.

## 출연
- 김영철
- 김수연
- 백윤식
- 백준기
- 김하림
- 송창신
- 박영목
- 신동훈
- 이계영
- 차철순
- 차양희
- 양형호
- 윤성국
- 손영춘
- 김봉근
- 여운계
- 장미자
- 전원주
- 박정웅
- 김동완
- 김상락
- 한현배
- 조은덕
- 장정희
- 안영아
- 김남호
- 이주원
- 문성재
- 황길상